# Йоганн Секунд
Йоганн Секунд (лат. Johannes Secundus, справжнє ім'я і прізвище Ян Еверартс, нід. Johann Nico Everaerts, 15 листопада 1511, Гаага — 25 вересня 1536, Турне) — нідерландський поет епохи Відродження.

## Життєпис
Ян Еверартс був сином голландського юриста Ніколауса Еверартса, друга Еразма Роттердамського. Два його старших брати Нікола Грудій і Адріан Марій були поетами. Перший латинський вірш написав у віці 10 років. Разом зі своїм братом навчався в місті Бурж, вивчав право в італійського юриста Андреа Альчіато і отримав ступінь ліценціата в 1533 році. Два роки служив секретарем у архієпископа Толедо.

## Творчість
Після смерті Секунда брати зібрали і видали всі його твори. Відомий своєю збіркою «Поцілунки» (Basia, близько 1535, видана в 1539) латинською мовою, що складалася з 19 поліметричних поем, створених під впливом поезії Катулла. У цій збірці віршів Секунд представив «поетичний зразок ренесансної гармонії чуттєвості». Вони викликали безліч наслідувань не тільки поетів-співвітчизників Секунда (Ян Лернуцій, Ян ван дер Дус та ін), а й поетів «Плеяди» (і, перш за все, П'єра Ронсара), Дж. Флетчера, В. Драммонда, Дж. Марино, Дж. Б. Маньяно і Г. Муртола.
Мотиви поезії Секунда використовували Шекспір, Б. Джонсон, М. Опіц та інші. Монтень у «Дослідах» згадує «Поцілунки» серед новітніх творів, «гідних розважити читачів».
Секунд також є автором листів, подорожніх нотаток, трьох збірок елегій, епіграм, од, сильв та інших віршів. Свої твори він присвятив Томасу Мору, Еразму Роттердамському, Карлу V, Франциску I.

## Видання творів
Повне зібрання творів
- Jean Second. Œuvres complètes, H. Champion, Paris, 2005 (2 volumes). Édition critique établie et annotée par Roland Guillot. — двомовне латинсько-французьке видання.
- Jean Second. Epigrammatum liber unus (trad. Daniel Delas, introduction et notes de R. Guillot), Epistolarum libri duo (trad. J.-C. Ternaux, introduction et notes de R. Guillot et J.-C Ternaux), Paris, Champion, 2007 (t. III des Œuvres complètes).
- «Le livre des baisers», traduction d'Emmanuel Hiriart, Suivi de Quelques imitations de Pierre de Ronsard, Rémy Belleau, Jean-Antoine Baïf, Joachim du Bellay, Edinter, 2003 —  — двомовне латинсько-французьке видання.

## Література

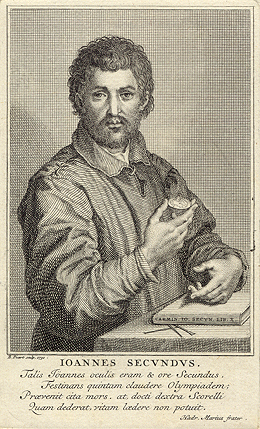
Йоганн Секунд